# Campeonato Juvenil de la AFC 1960
El Campeonato Juvenil de la AFC 1960 se llevó a cabo en la Federación de Malasia y contó con la participación de 8 selecciones juveniles de Asia.
El campeón defensor Corea del Sur retuvo el título de campeón luego de vencer en la final a Malaya.

## Participantes
| - Burma - Indonesia - Japón - Malaya (anfitrión) | - Filipinas - Singapur - Corea del Sur - Tailandia |

## Fase de grupos

### Grupo A
| País      | J | G | E | P | GF | GC | GD  | Pts |
| --------- | - | - | - | - | -- | -- | --- | --- |
| Malaya    | 3 | 3 | 0 | 0 | 16 | 2  | +14 | 6   |
| Japón     | 3 | 1 | 1 | 1 | 7  | 9  | –2  | 3   |
| Burma     | 3 | 1 | 0 | 2 | 10 | 6  | +4  | 2   |
| Filipinas | 3 | 0 | 1 | 2 | 2  | 18 | –16 | 1   |

| 30 de marzo de 1960 | Malaya | 9 - 0   | Filipinas | Merdeka Stadium, Kuala Lumpur |  |
|                     | Ahmad Dollah 10' · H. Ghani 14' 24' 46' 60' · Robert Choe 23' 47' · Ahmad Taufik 31' · Radzi Sheikh Ahmad 79' | Reporte |           |                               |  |

| 31 de marzo de 1960 | Japón                                                         | 4 - 2   | Burma                      | Merdeka Stadium, Kuala Lumpur |  |
|                     | T. Kawase 15' · Ikuo Matsumoto 30' 48' · Ryuichi Sugiyama 58' | Reporte | Tin Win 17' · Toe Aung 23' |                               |  |

| 3 de abril de 1960 | Burma       | 1 - 2   | Malaya             | Merdeka Stadium, Kuala Lumpur |  |
|                    | Hla Tay 36' | Reporte | Robert Choe 2' 33' |                               |  |

| 4 de abril de 1960 | Filipinas                               | 2 - 2   | Japón                                      | Merdeka Stadium, Kuala Lumpur |  |
|                    | Romeo Jaranilla 27' · Benjamin Chen 40' | Reporte | Ryuichi Sugiyama 21' · Takayuki Kuwata 33' |                               |  |

| 5 de abril de 1960 | Malaya                                                      | 5 - 1   | Japón                      | Merdeka Stadium, Kuala Lumpur |  |
|                    | Ahmad Taufik 7' 52' · Hamid Ghani 21' · Robert Choe 63' 68' | Reporte | Ryuichi Sugiyama 26' (pen) |                               |  |

| 6 de abril de 1960 | Burma                                                       | 7 - 1   | Filipinas           | Merdeka Stadium, Kuala Lumpur |  |
|                    | Hla Tay 2' · Tin Aung Tua 17' 21' 37' 50' 60' · Hla Kyi 46' | Reporte | Romeo Jaranilla 48' |                               |  |

### Grupo B
| País          | J | G | E | P | GF | GC | GD  | Pts |
| ------------- | - | - | - | - | -- | -- | --- | --- |
| Corea del Sur | 3 | 3 | 0 | 0 | 12 | 4  | +8  | 6   |
| Indonesia     | 3 | 2 | 0 | 1 | 14 | 7  | +7  | 4   |
| Tailandia     | 3 | 1 | 0 | 2 | 4  | 9  | –5  | 2   |
| Singapur      | 3 | 0 | 0 | 3 | 6  | 16 | –10 | 0   |

| 30 de marzo de 1960 | Indonesia                                                                           | 9 - 3   | Singapur                                                        | Merdeka Stadium, Kuala Lumpur |  |
|                     | Soetjipto Soentoro 1' 78' · Dirhamsjah 9' 28' 49,80' · Manan 30' · Zulkifli 47' 60' | Reporte | Chew Seng Thum 34' · Lee Teng Yee 55' (pen) · Quah Kim Siak 74' |                               |  |

| 31 de marzo de 1960 | Corea del Sur                               | 4 - 1   | Tailandia           | Merdeka Stadium, Kuala Lumpur |  |
|                     | Chung Soon-Chun 6' 14' · Cho Yoon-Ok 8' 34' | Reporte | Anurat Nanakorn 63' |                               |  |

| 3 de abril de 1960 | Tailandia                                | 3 - 2   | Singapur                               | Merdeka Stadium, Kuala Lumpur |  |
|                    | Anurat Nanakorn 15' 69' · N.K Chalor 53' | Reporte | Chew Seng Thum 64' · Quah Kim Siak 75' |                               |  |

| 4 de abril de 1960 | Corea del Sur                                                                  | 4 - 2   | Indonesia                  | Merdeka Stadium, Kuala Lumpur |  |
|                    | Cho Yoon-Ok 17' · Chung Soon-Chung 25' · Cha Kyung-Bok 34' · Kim Duk-Joong 74' | Reporte | Soetjipto Soentoro 47' 80' |                               |  |

| 5 de abril de 1960 | Indonesia                                          | 3 - 0   | Tailandia | Merdeka Stadium, Kuala Lumpur |  |
|                    | Soetjipto Soentoro 9' · Sobari 43' · Dzulkifli 65' | Reporte |           |                               |  |

| 6 de abril de 1960 | Singapur           | 1 - 4   | Corea del Sur                                                  | Merdeka Stadium, Kuala Lumpur |  |
|                    | Chew Seng Thum 31' | Reporte | Cho Yoon-Ok 20' 43' · Cha Kyung-Bok 29' · Chung Soon-Chung 53' |                               |  |

## Ronda final

### Tercer lugar
| 7 de abril de 1960 | Japón                                   | 3 - 2   | Indonesia                | Merdeka Stadium, Kuala Lumpur |                         |
|                    | Takayuki Kuwata 10' 33' · T. Kawase 73' | Reporte | Manan 7' · Dzulkifli 38' | Árbitro(s): Oei Poh Hwa       | Árbitro(s): Oei Poh Hwa |

### Final
| 7 de abril de 1960 | Malaya | 0 - 4   | Corea del Sur                                                      | Merdeka Stadium, Kuala lumpur                        |                                                      |
|                    |        | Reporte | Chung Soon-Chung 1' · Cho Yoon-Ok 7' 10' · Cha Kyung-Bok 30' (pen) | Asistencia: 22.000 espectadores Árbitro(s): Koentadi | Asistencia: 22.000 espectadores Árbitro(s): Koentadi |

## Campeón
| Campeonato Juvenil de la AFC 1960 |
| --------------------------------- |
| Bandera de Corea del Sur          |
| Corea del Sur 2º Título           |